# Vangueria randii
Vangueria randii är en måreväxtart som beskrevs av Spencer Le Marchant Moore. Vangueria randii ingår i släktet Vangueria och familjen måreväxter.

## Underarter
Arten delas in i följande underarter:
- V. r. acuminata
- V. r. chartacea
- V. r. randii
- V. r. vollesenii